# Josef Dressler
Josef Dressler (* 17. února 1971 Vlašim) je český cyklista, dvojnásobný mistr světa v biketrialu, pětinásobný vicemistr světa, mistr Evropy, vítěz světového poháru a dvacetinásobný mistr České republiky.
Propagátor cyklistiky, nejzkušenější český učitel jízdy na kole, autor mnoha výukových článků v novinách, časopisech i na internetu, autor knih Škola kola (2013 a 2002) a EnCYKLOpedie (2003), autor výukového videa Golden Bike (2000), několik let moderátor cyklistických závodů a seriálu Junior Trophy na Kole pro život, moderátor televizních osvětových seriálů Cyklisté a chodci (2010) a Rozum nebo Extrém (2011), učitel jízdy na kole na mnoha cyklistických akcích a festivalech, pořadatel campů pro různé skupiny cyklistů, trenér juniorského Mistra světa a Evropy v biketrialu Laca Janošky a jedné z nejlepších českých xc závodnic JItky Čábelické.
Mimo jiné je také znám svými kaskadérsky laděnými exhibicemi kdy na svém trialovém kole vyskákal až na Petřínskou rozhlednu nebo na Žižkovský vysílač, s kolem také skočil do vody z desetimetrové věže.
V současné době se věnuje hlavně výuce správné techniky jízdy na horském kole. Pořádá výukové campy, píše články a točí videa a připravuje pokračování knihy Škola kola. Vše pro širokou masu cyklistů. Od dětí až po dospělé.

## Přehled sportovních úspěchů
- 1987 Mistrovství světa, kadeti, 6. místo
- 1988 Mistrovství světa, Elite, 7. místo
- 1989 Mistrovství světa, Elite, 3. místo
- 1990 Mistrovství světa, Elite, 2. místo
- 1990 Světový pohár, 2. místo
- 1991 Mistrovství světa, Elite, 2. místo
- 1991 Světový pohár, 2. místo
- 1992 Mistrovství světa, Elite, 2. místo
- 1992 Světový pohár, 3. místo
- 1993 Mistrovství světa, Elite, 2. místo
- 1993 Světový pohár, 2. místo
- 1994 Světový pohár, 6. místo
- 1994 Mistrovství světa, Elite, 8. místo
- 1995 Mistrovství světa, Elite, 2. místo
- 1996 Světový pohár, 5. místo
- 1996 Mistrovství světa, Elite, 8. místo
- 1997 Mistrovství světa, Elite, 5. místo
- 1998 Mistrovství světa, Master, 1. místo
- 1999 Mistrovství světa, Master, 4. místo
- 2000 Mistrovství světa, Master, 5. místo
- 2003 Mistrovství světa, Master, 1. místo
- 2005 Mistrovství Evropy, Master, 1. místo